# Alessandro Stoppato
Alessandro Francesco Luigi Stoppato (Cavarzere, 31 dicembre 1858 – Milano, 23 giugno 1931) è stato un avvocato e politico italiano.

## Biografia
Laureato a Padova, profondo cultore delle scienze giuridiche, dal 1881 è libero docente di diritto penale a Padova e Bologna. Liberale conservatore, viene chiamato a succedere all'on. Francesco Carazzolo nel collegio di Montagnana, nel quale viene eletto tre volte. Nel 1920, terminata la terza legislatura, viene nominato senatore a vita. In parlamento ha curato, tra gli altri, i progetti di riforma in materia di diffamazione, abigeato, repressione delle pubblicazioni pornografiche e difesa dello stato.